# 早川征一郎
早川 征一郎（はやかわ せいいちろう、1938年（昭和13年）11月8日 - ）は、日本の経済学者。法政大学名誉教授・大原社会問題研究所名誉研究員。

## 略歴
新潟県に生まれる。1966年に法政大学経済学部を卒業し、1968年に東京大学大学院経済学研究科修士課程を修了する。1968年に東京大学社会科学研究所研究助手、1972年に法政大学大原社会問題研究所専任研究員に就任する。1997年から2003年まで大原社会問題研究所長を務め、2009年に退職する。
1997年、『国家公務員の昇進システムとその実態』で博士（経済学）（法政大学）を取得し、2012年に『イギリスの炭鉱争議（1984~85年）』で森嘉兵衛賞を受賞する。2017年秋の叙勲で瑞宝中綬章を受章。

## 著書
- 『公務員の賃金-その制度と賃金水準の問題点』（共著）松井朗（労働旬報社、1979）
- 『電機産業における労働組合』（大月書店、1984）
- 『国鉄労働組合-歴史、現状と課題』（共著）（日本評論社、1993）
- 『国・地方自治体の非常勤職員-制度・実態とその課題』（自治体研究社、1994）
- 『国家公務員の昇進・キャリア形成』（日本評論社、1997）
- 『労働組合の組織拡大戦略』（共著）（御茶の水書房、2006）
- 『イギリスの炭鉱争議（1984~85年）』（御茶の水書房、2010）
- 『国・地方自治体の非正規職員』（共著）（旬報社、2012）

## 参考
- ReaD & Researchmap - 早川 征一郎